# 星球大战：假日特辑
《星球大战：假日特辑》（英語：Star Wars Holiday Special）是美国一部由CBS电视台于1978年11月17日感恩节当天播出的科幻电视电影。本片由《星球大战IV：新希望》原班人马出演，由Steve Binder导演，被认为是星球大战系列的真正的第二部电影和第一部官方外传，也被认为是星战系列的“黑历史”。在本作中，波巴·费特第一次被提及。
本片曾在台灣由中視播出。

## 劇情簡介
《假日特辑》讲述了丘巴卡和韓索羅前往伍基人的母星卡希克，和丘巴卡一家庆祝“生命日”的故事。